# Semeno

Stavba semene: a) osemení, b) endosperm, c) děložní lístky, d) stonkový článek podděložní (hypokotyl)

Semeno je rozmnožovací orgán semenných rostlin, vzniklý z oplozeného vajíčka (ovum). Může však vzniknout i bez oplodnění (jev zvaný apomixe čili partenogeneze).
Je obaleno osemením a obsahuje zárodek, většinou s živným pletivem (endospermem). Vajíčka vyrůstají na placentě v semeníku. Slouží k rozmnožení rostliny, přečkání nepříznivého období a také k šíření druhu na delší vzdálenosti.

## Anatomie
Semeno má nejčastěji kulovitý tvar. I když se semena různých skupin rostlin velmi liší, základní stavba bývá podobná. Semeno bývá obaleno osemením, suchým blanitým pouzdrem, které vzniká z vaječných obalů. V jednom pólu semena může být patrná jizvička (na obrázku by byla nahoře), která je pozůstatkem po otvoru klovém u vajíčka. V druhém pólu je pupek (na obrázku by byl dole), jenž vzniká z chalazy, cévního svazku v poutku vajíčka.
Na vnitřní stranu osemení navazuje většinou endosperm, vnitřní živné pletivo, které vzniká ze zárodečného vaku. Obsahuje škrob a vyživuje zárodek (embryo), který se nachází uprostřed semene.
Embryo má anatomickou stavbu, která již přibližně odpovídá budoucímu rozvržení orgánů v rostlině. Má buď jednu dělohu (u jednoděložných rostlin), nebo dvě dělohy (u dvouděložných). V dělohách se poprvé objeví i chlorofyl a vznikají z nich děložní lístky. Dělohy někdy obsahují živiny (bílkoviny, škrob, olej). Mezi děložními lístky je u dvouděložných vzrostný vrchol. Jednoděložné rostliny mají také vzrostný vrchol, ale je umístěn vedle dělohy. Dělohy vyrůstají z takzvaného hypokotylu a pod ním je základ budoucího kořínku.

## Šíření semen

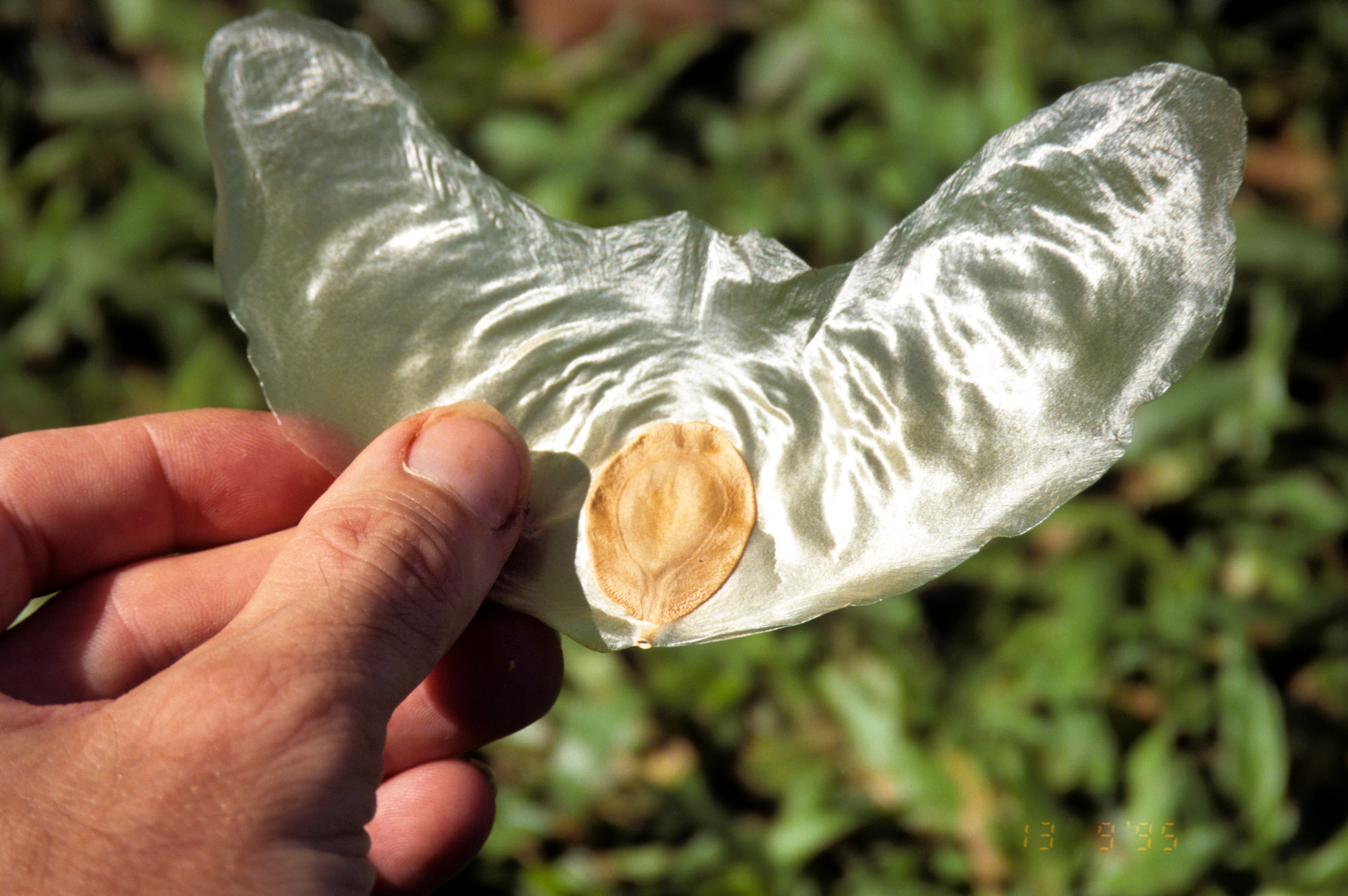
Někdy se okřídlená semena efektivně šíří větrem; semeno Alsomitra macrocarpa z čeledi tykvovitých

Současně s růstem semene roste i plod, který vzniká z pestíku, případně i jiných květních částí. Plod obsahuje jedno nebo více semen, která se šíří někdy společně (pukavé plody), někdy zvlášť.
Šíření semen je stejně rozmanité jako šíření pylu po opylení. Existuje několik způsobů, jak se semeno přenáší z mateřské rostliny na nové stanoviště, zejména větrem, hmyzem, ptáky, savci nebo vodou. Bližší informace o transportu semen v plodech najdete v článku plod.
Jedním ze způsobů šíření semen je mechanismus kadidelnice. Což znamená, že semena jsou uložena na dně poháru, který je seshora otevřený a semena jsou za větrného počasí větrem vyvívána a rozptylována po okolí. To zabezpečuje, že se semena rozptýlí do větší vzdálenosti.

## Klíčení semene
Za příhodných podmínek začne semeno klíčit. Začne přijímat vodu a bobtnat. Osemení pukne a zárodek vyrůstá vzrostným vrcholem napřed. K urychlení klíčení a odstranění dormance se používá i přírodních způsobů, jako je například máčení semen v čajovém výluhu.

## Fotogalerie

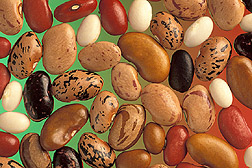
Luštěniny, např. fazole, mají jedlá semena
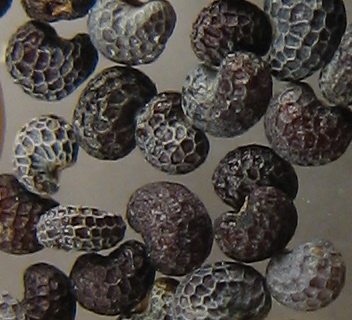
Detail semínek máku setého
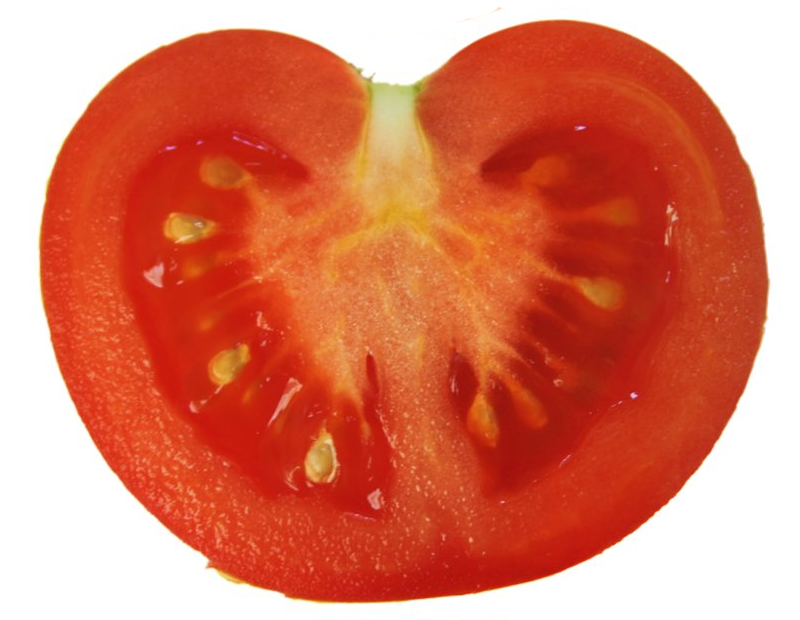
Semena rajčete jsou uložena v dužnině
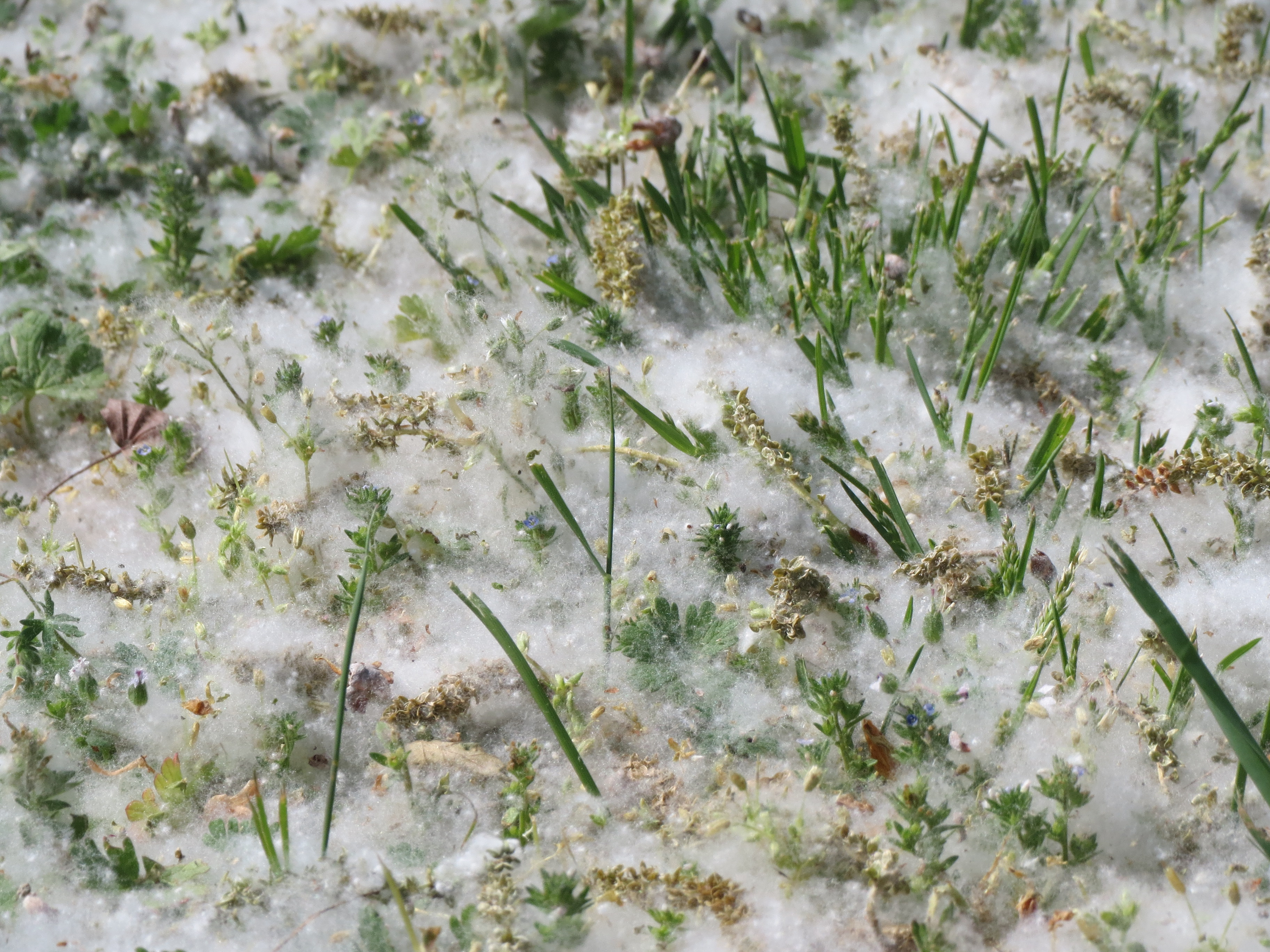
Trávník zavátý ochmýřenými semeny topolu bílého